# 若井丈児
若井 丈児（わかい じょうじ、1947年 - ）は日本の映像作家・アニメーター・イラストレーターである。血液型はA型。

## 略歴
1947年、東京都杉並区に生まれる。1971年、多摩美術大学デザイン科卒業。在学中より『みんなのうた』へ制作スタッフとして携わっていた。卒業後は大学の先輩である大井文雄のアニメーションプロダクションに参加。1981年、大井文雄、吉良敬三とスリー・ディを結成。

## 主な作品
みんなのうた
- ヒーハイホー（HI HAI HO） / 上條恒彦、東京放送児童合唱団（1973年10月・11月放送）
- はじめての僕デス / 宮本浩次（1976年8月・9月放送）
- ぼくらは三つ子の男の子 / クリケッツ（1978年4月・5月放送）
- バナナ・スピリット / 西岡恭蔵（1980年10月・11月放送）
- アップル パップル プリンセス / 竹内まりや（1981年12月・1982年1月放送）
- テクテクマミー / E.S.アイランド（1982年6月・7月放送）
- へんな家! / レミー・ブリッカ、東京放送児童合唱団（1983年2月・3月放送）
- 恋するニワトリ / 谷山浩子（1985年2月・3月放送）
- ヘンなABC / 一城みゆ希、東京放送児童合唱団（1986年6月・7月放送）
- カボチャのおじさん / 三好鉄生、東京放送児童合唱団（1987年4月・5月放送）
- ジャングル・ダンス / 荻野目洋子（1988年2月・3月放送）
- 合格ロックンロール / 森川由加里（1991年2月・3月放送）

初期の4曲はNHKに映像が現存していなかった。その後2011年開始の「みんなのうた発掘プロジェクト」によって若井製作作品が提供されたことで、映像が現存していないのは『ヒーハイホー（HI HAI HO）』のみとなった。
その他
- おかあさんといっしょ / OPアニメーション（1977年4月 - 1979年3月）
- プリンプリン物語 / OPアニメーション（1979年度後期 - 1980年度）
- ぎんいろのこねずみちゃん / 加藤築、長沢彩、ひまわりキッズ（母と子のテレビタイム）
- バスルームはパンパカパラダイス / 田中星児（母と子のテレビタイム）
- どきどきあそび（いないいないばあっ!）
- おかあさんといっしょ / OPアニメーション（1999年4月 - 2009年3月）